# 자유의지 논증
자유의지 논증(자유의지의 역설 또는 신학적 결정론)은 전지(全知)적인 신과 자유의지가 양립할 수 없다는 논증이다. 이 논증은 사람이 자유의지를 가지고 있는지 또는 신이 자유의지를 가지고 있는지에 대한 모순에 초점을 맞춘다.

## 같이 보기
- 양자역학
- 불확정성원리
- 라플라스의 악마